# Социал-демократическая партия (Япония)

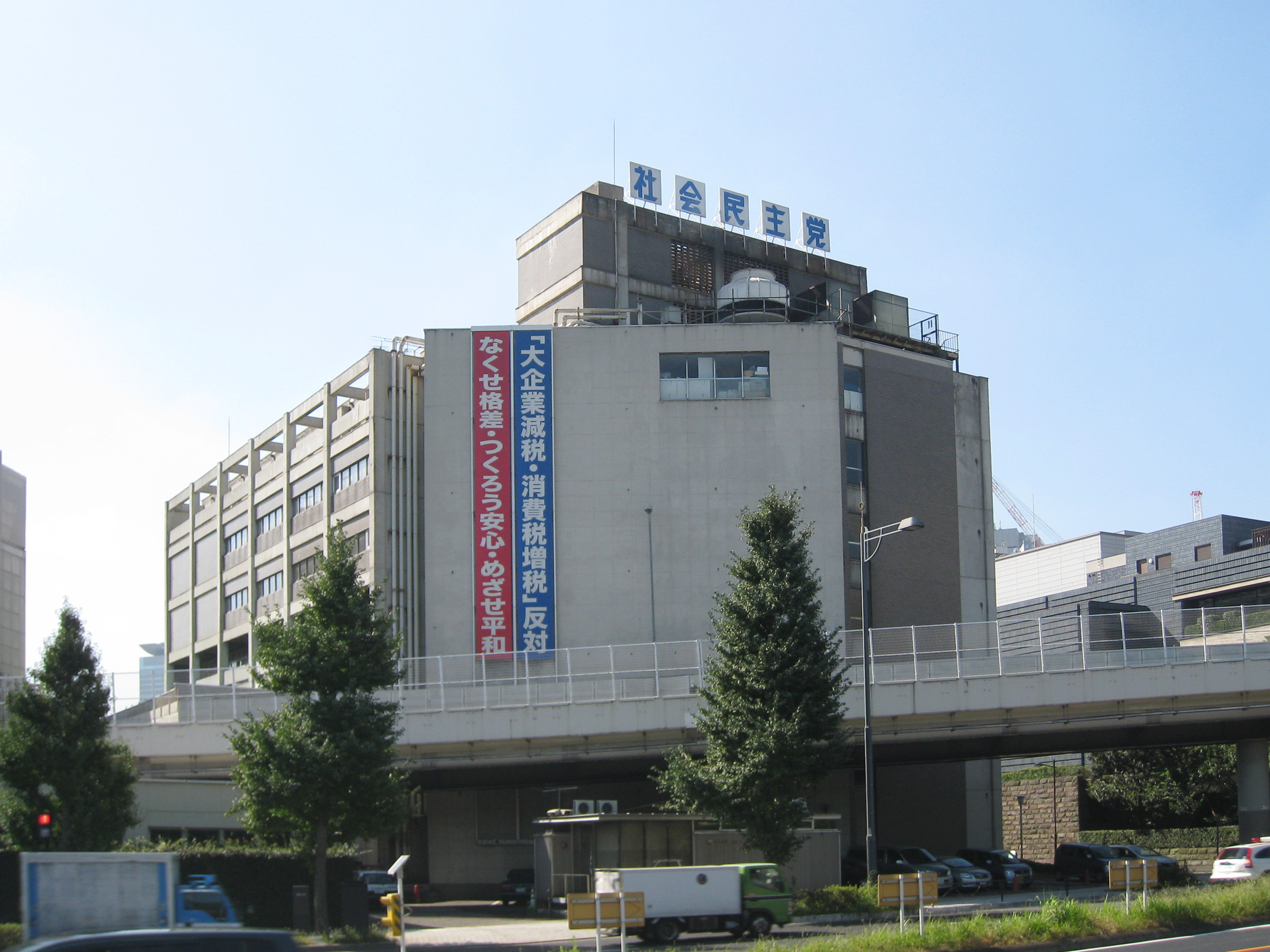
Штаб-квартира СДПЯ

Социал-демократическая партия (яп. 社会民主党 Сякай Минсю-то:), до 19 января 1996 года — Социалистическая партия Японии (яп. 日本社会党 Ниппон Сякай-то:) — японская социал-демократическая (ранее демосоциалистическая) политическая партия. С 1955 по 1996 годы была второй по значению партией страны, в настоящее время является наименьшей по числу мандатов парламентской партией.

## История
Япония стала первой страной Дальнего Востока, где стали создаваться социалистические партии. Первая Социалистическая партия Японии (СПЯ) была основана в 1901 году, но вскоре была разогнана полицией. Часть из японских социалистов стали анархистами; один из первых социалистов Японии Сэн Катаяма был одним из создателей Коммунистической партии Японии.
В период введения всеобщего избирательного права в 1927 году левое движение породило несколько легальных парламентских партий, включая Крестьянско-рабочую партию (яп. 農民労働党 Номин родото), Социалистическую народную партию (яп. 社会民衆党 Сякай Минсю:то:); Социалистическую массовую партию (яп. 社会大衆党 Сякай Тайсю:то:), Японскую пролетарскую партию (яп. 日本無産党 Нихон Мусанто), которые были в разное время запрещены властями.
Вновь созданная Социалистическая партия Японии основана после Второй мировой войны в 1945 году, в 1947 году по итогам парламентских выборов 25 апреля сформировала крупнейшую фракцию в парламенте — 144 мест из 466 депутатов. Параллельно она усилила своё влияние в рабочем движении посредством создания Японской федерации профсоюзов 1 августа 1946 года. С мая 1947 по февраль 1948 года Социалистическая партия Японии возглавляла правительство Тэцу Катаяма (первого премьера-социалиста и христианина в истории Японии). Участвовала также в последующем кабинете Хитоси Асиды, однако после этого оставалась оттеснённой от власти на следующие десятилетия.
В 1948 году от партии откололось крайнее левое крыло, отдававшее предпочтение сотрудничеству с коммунистами, а не буржуазными партиями, и создало близкую к маоизму Рабоче-крестьянскую партию (вернулась в СПЯ в 1957 году). Затем настал черёд и правого крыла, несогласного с предложенными преобладавшими в партии левыми социалистами «тремя принципами мира» (заключение Японией мирного договора с противниками во Второй мировой войне, постоянный нейтралитет, отказ в размещении на японской территории военных баз иностранных государств) — оно покинуло ряды СПЯ на 75 дней, после чего вернулось, но ненадолго.
Между октябрём 1951 и 1955 годами была расколота на Левую СПЯ (марксистского толка) и Правую СПЯ (умеренную реформистскую); причиной раскола послужили разногласия по поводу Сан-Францисского мирного договора и японско-американского «договора безопасности». Воссоединение произошло в октябре 1955 года, когда были приняты устав и программа партии. Воссоединённая партия получила 33,1% голосов на парламентских выборах 1958 года; с тех пор количество поданных за неё голосов постепенно уменьшилось до менее 20 % на протяжении 1980-х годов. Таким образом, партия стала «вечной оппозицией» к безраздельно находившейся при власти Либерально-демократической партии.
В 1955 году СПЯ вступила в Социалистический интернационал, в котором в годы «Холодной войны» считалась одной из самых левых партий. В отличие от большинства социал-демократических партий, СПЯ провозглашала своей целью «социалистическую революцию», пусть и осуществляемую «без применения насилия и вооружённой силы, демократическим путём, через завоевание абсолютного большинства мест в парламенте».
В 1959—1960 годах в стране развернулись акции протеста против продления на 10 лет «договора безопасности» со США, которые организовывали как непарламентские леворадикальные организации (например, студенческая лига Дзенгакурен), так и коммунисты и левое крыло социалистов.
В результате в январе 1960 года от Социалистической партии откололось правое крыло, создав Партию демократического социализма (в итоге, политически Соцпартия находилась между левой Компартией и левоцентристскими ПДС и буддистской партией Комэйто).
Один из главных оппонентов военно-политического договора с американцами, глава социалистов Инэдзиро Асанума, был убит в том же 1960 году ультраправым студентом из Патриотической партии «Великая Япония».
С 1955 по 1996 год партия неизменно занимала второе место по числу депутатов в Парламенте, в 1967—1979 гг. была у власти в городе Токио (губернатор Рёкити Минобэ). Кроме того, в 1950—1980-х годах она была связана с крупнейшим профобъединением страны — Сохё.
В 1986 году партия получила на выборах самый низкий в своей парламентской истории показатель — 17,7% голосов, количество её депутатов сократилось с 112 до 85 — и принялась пересматривать свою партийную программу: в «Новой декларации СПЯ» провозглашался «общенародный», а не классовый характер партии. Хотя партия в итоге собственного варианта «перестройки» растеряла своё господствующее влияние в профсоюзной среде и отчудила своё идеологическое ядро (Японскую социалистическую ассоциацию), на выборах 1990 года Социалистической партии, казалось, сопутствовал успех: 24,4% голосов и 136 депутатских мандатов. Решение новой председательницы партии Такако Дои выставлять более чем одного социалистического кандидата в некоторых округах оправдал себя.
После 40-летнего правления Либерально-демократической партии и «полуторной» партийной системы в Японии (в которой СПЯ была постоянной оппозицией на фоне безраздельно доминирующей ЛДП) в 1991 году Социалистическая партия и Партия демократического социализма участвовали в коалиционном правительстве семи партий, сформированном после долгого правления ЛДП (ПДС вскоре влилась в правоцентристскую Партию новых рубежей).
В 1994—1996 годах Социал-демократическая партия, участвовавшая, также в предшествующем правительстве Морихиро Хосокавы вновь смогла возглавить правительство (Томиити Мураяма).
В 1996 году партия потеряла большинство своих членов Палаты представителей, в основном, для предшественников Демократической партии. От партии откололось левое крыло, несогласное с всё более прокапиталистической политикой СДП, и создало Новую социалистическую партию Японии.
В 1998 году СДП вступила в коалицию со своими традиционными оппонентами из ЛДП, а с 2009 года СДП была младшим партнёром в правящей коалиции во главе с Демократической партией.
По итогам выборов 11 июля 2010 года партия уменьшила своё представительство в Палате советников с 5 до 4 мест.
В Палате представителей после выборов 2014 года СДПЯ представлена 2 мандатами, которые сохранились и по итогам выборов 2017 года.